# Dennis Martin

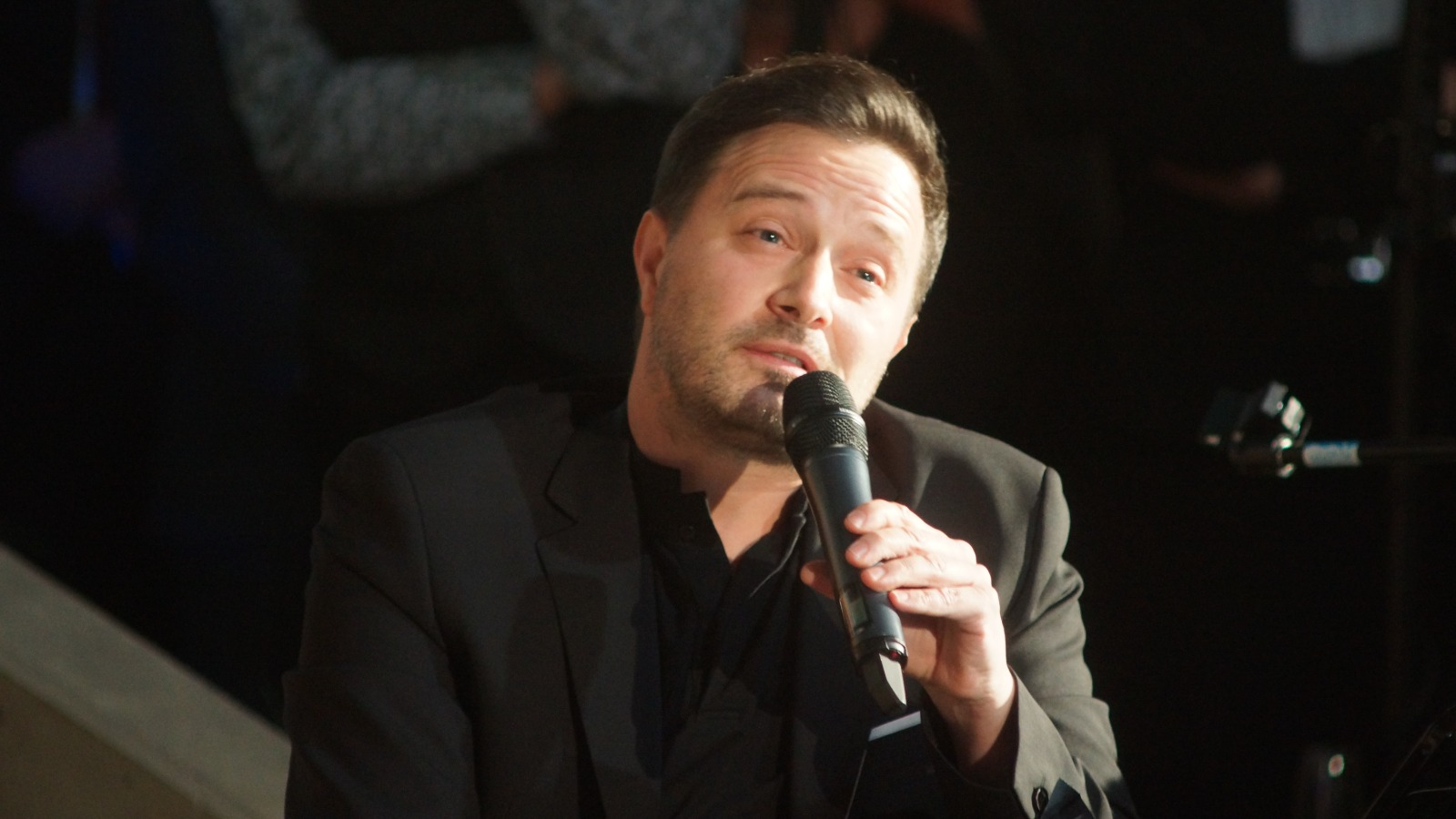
Dennis Martin (2024)

Dennis Martin (* 21. Oktober 1974 in Fulda) ist ein deutscher Komponist.

## Leben
Dennis Martin arbeitet seit 1994 als professioneller Musiker und Sänger. Weiters ist er als Komponist, Texter, Arrangeur und Produzent seit 2000 freischaffend tätig. Er arbeitete u. a. mit den Pointer Sisters, La Toya Jackson, Howard Jones, Meat Loaf, Laith al-Deen, Chrissie Hynde (Pretenders), UB40, Cutting Crew, Tina York, Matthias Carras und Nena zusammen.
Als Musicalkomponist machte sich Martin vor allem mit den Werken Bonifatius und Die Päpstin einen Namen. Er ist außerdem einer der Geschäftsführer der Firma Spotlight Musicalproduktion.

## Werke(Auswahl)
Musicals:
- Bonifatius – Das Musical (Schlosstheater Fulda, 2004), mit Peter Scholz
- Elisabeth – Die Legende einer Heiligen (Eisenach, 2007), mit Peter Scholz
- Die Päpstin – Das Musical (Schlosstheater Fulda, 2011)
- Friedrich – Mythos und Tragödie (Potsdam, 2012)
- Kolpings Traum (Opernhaus Wuppertal, 2013)
- Die Schatzinsel – Das Musical (Schlosstheater Fulda, 2015)
- Der Medicus – Das Musical (Schlosstheater Fulda, 2016)
- Robin Hood – Das Musical (Schlosstheater Fulda, 2022), mit Chris de Burgh
- Der Schimmelreiter (Schlosstheater Fulda, 2026)